# Inverness (Illinois)
Pour les articles homonymes, voir Inverness.
Inverness est un village situé dans le comté de Cook, en proche banlieue de Chicago, dans l'État de l'Illinois, aux États-Unis. Il comptait 7 399 habitants en 2010.

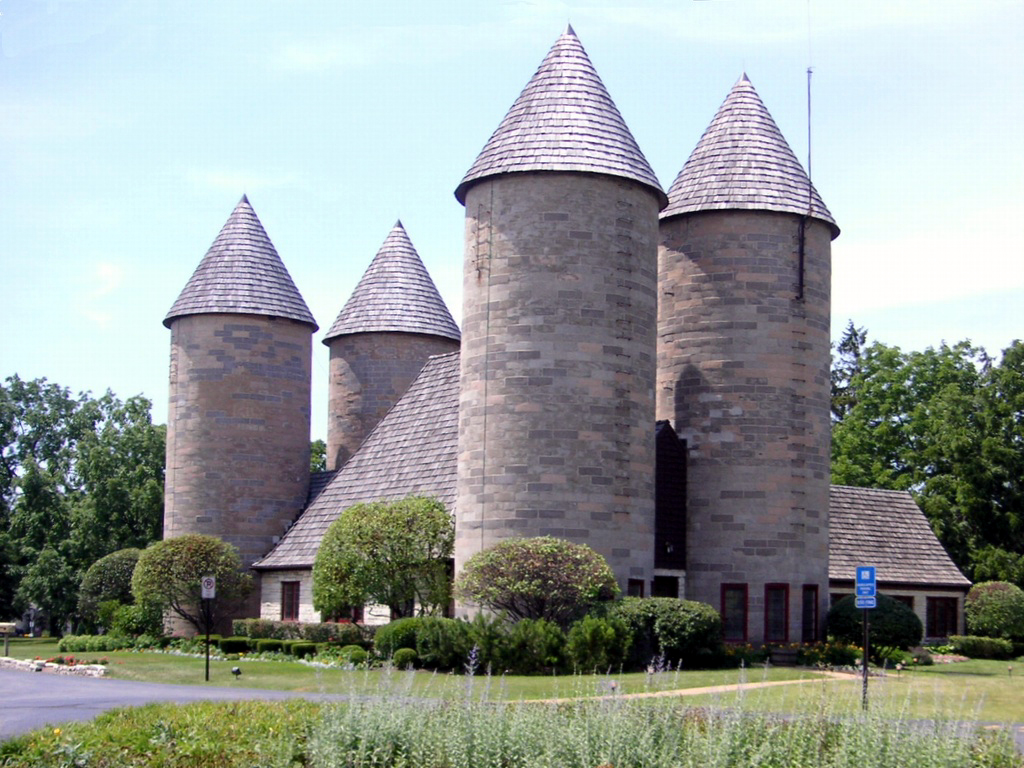
Mairie d'Inverness